# 旺根
旺根（法語：Wangen，发音：[vaŋgən] 或 [vaŋən]；阿尔萨斯语：Wonge）是法国下莱茵省的一个市镇，属于莫尔赛姆区和莫尔赛姆县（Molsheim）。该市镇总面积3.87平方公里，2009年时的人口为720人。

## 人口
旺根人口变化图示